# フローズンコア近似
フローズンコア近似（フローズンコアきんじ、Frozen core approximation）は、凍結核近似とも言い、物性物理学で用いられる近似法である。通常、物性物理学では内殻電子の効果が、物性量に影響することはない。そこで内殻電子を凍結(Frozen)したものと考えて、価電子部分の寄与のみを考えればよいとして近似する。
内殻電子の効果が求めるべき物性量に影響する場合は、この近似は適用できない。